# Laima Andrikienė
Laima Liucija Andrikienė (Druskininkai, 1º gennaio 1958) è una politica lituana, deputato al Parlamento europeo.
Membro del Gruppo del Partito Popolare Europeo (PPE), membro della commissione per il commercio internazionale, membro della sottocommissione per la sicurezza e la difesa, membro sostituto della commissione per gli affari esteri e 1º vicepresidente della delegazione alle commissioni di cooperazione parlamentare UE-Kazakistan, UE-Kirghizistan, UE-Uzbekistan e UE-Tagikistan, e per le relazioni con il Turkmenistan e la Mongolia e membro sostituto della delegazione per le relazioni con gli Stati Uniti.

## Formazione (titoli e diplomi)
- 2004: docente universitaria (scienze sociali);
- 01/1996-06/1996: borsa di ricerca presso l'Università di Georgetown (Stati Uniti), Scuola degli affari esteri (borsa della fondazione Pew, programma per i leader futuri);
- 10/1988-09/1989: borsa di ricerca presso l'Università di Manchester (borsa del British Council);
- 1986: dottorato in scienze sociali;
- 1980: laurea in economia e matematica dell'Università di Vilnius; specializzazione - cibernetica economica (1975–1980);
- 1975: scuola secondaria n. 1 di Druskininkai (diploma di istruzione secondaria superiore);
- 1973: scuola di musica di Druskininkai (7 anni di studi, pianoforte).

## Carriera professionale
- 1990-1992: deputato al Consiglio supremo (assemblea costituente) lituano, firmataria dell'atto di ripristino dell'indipendenza della Lituania (11.3.1990); membro della commissione affari esteri e della commissione bilanci del Consiglio supremo; portavoce aggiunto del Consiglio supremo;
- 1992-1996: deputato al Parlamento lituano, membro della commissione per gli affari esteri;
- 1996-2000: deputato al Parlamento lituano, membro della commissione per gli affari esteri e per gli affari europei; 2000 – vicepresidente della commissione per gli affari esteri del Parlamento lituano; 1998–2000 – capo della delegazione del Parlamento lituano all'Assemblea baltica, presidente della presidenza dell'Assemblea baltica;
- 1996: ministro dell'Industria e del commercio della Repubblica di Lituania;
- 1996-1998: ministro degli Affari europei della Repubblica di Lituania;
- 2001-2004: presidente del consiglio di amministrazione della società "Laitenis" (studio di consulenza);
- 2002-2004: professore associato presso la facoltà di scienze politiche dell'Università lituana di giurisprudenza, direttrice dell'Istituto di politica e amministrazione dell'Unione europea; 2003–2004 – preside della facoltà di amministrazione pubblica dell'Università lituana di giurisprudenza;
- 2004-2009: deputato al Parlamento europeo; membro della commissione per i bilanci del Parlamento europeo; membro sostituto della commissione per gli affari esteri del Parlamento europeo; membro della sottocommissione per i diritti dell'uomo del Parlamento europeo, coordinatrice del gruppo PPE-DE a tale sottocommissione (2007-2009); membro dell'ufficio di presidenza del gruppo PPE-DE (2007-2009);
- 2009-2014: deputato al Parlamento europeo; membro della commissione per il commercio internazionale del Parlamento europeo; membro sostituto della commissione per gli affari esteri; membro della sottocommissione per i diritti dell'uomo del Parlamento europeo, vicepresidente di tale sottocommissione (2009-2012); copresidente della commissione per gli affari sociali, la cultura e la società civile dell'Assemblea parlamentare EURONEST (2011-2014); membro sostituto della delegazione del Parlamento europeo all'AP EuroLAT;
- dal 2016: deputato al Parlamento europeo; membro del Gruppo del Partito Popolare Europeo (PPE), membro della commissione per il commercio internazionale, membro della sottocommissione per la sicurezza e la difesa, membro sostituto della commissione per gli affari esteri e 1º vicepresidente della delegazione alle commissioni di cooperazione parlamentare UE-Kazakistan, UE-Kirghizistan, UE-Uzbekistan e UE-Tagikistan, e per le relazioni con il Turkmenistan e la Mongolia e membro sostituto della delegazione per le relazioni con gli Stati Uniti.

## Carriera politica

### Funzioni svolte in un partito politico o in un sindacato nazionale
- 1988: non affiliata a un partito;
- 1988-1993: partecipa alla riunione costitutiva del movimento lituano per l'indipendenza "Sąjūdis" (3.6.1988), membro del movimento; in seguito è membro del consiglio del movimento Sąjūdis;
- 1993-1998: fondatrice dell'Unione per la patria (conservatori lituani), membro dell'ufficio di presidenza;
- 1999-2003: fondatrice e presidente del partito Patria popolare; nel 2001, a seguito della fusione di 5 partiti, tra cui il partito Patria popolare, è membro fondatore dell'Unione della destra lituana;
- dal 2004: dopo la fusione dei partiti, membri dell'Unione per la patria (democratici cristiani lituani), membro del consiglio e dell'ufficio di presidenza (2004-2014).

### Funzioni svolte in un Parlamento nazionale
- 1990-1992: deputato al Consiglio supremo (assemblea costituente) lituano, firmataria dell'atto di ripristino dell'indipendenza della Lituania (11.3.1990); membro della commissione affari esteri e della commissione bilanci del Consiglio supremo; portavoce aggiunto del Consiglio supremo;
- 1992-1996: deputato al Parlamento lituano, membro della commissione per gli affari esteri;
- 1996-2000: deputato al Parlamento lituano, membro della commissione per gli affari esteri e per gli affari europei; 2000 – vicepresidente della commissione per gli affari esteri del Parlamento lituano; 1998–2000 – capo della delegazione del Parlamento lituano all'Assemblea baltica.

### Funzioni svolte in un governo nazionale
- 1996: ministro dell'Industria e del commercio della Repubblica di Lituania;
- 1996-1998: ministro degli Affari europei della Repubblica di Lituania.

## Altre attività
- 2005- ...: membro del consiglio di amministrazione dell'Istituto Yiddish di Vilnius (Università di Vilnius);
- 2012- ...: membro del consiglio accademico dell'Università Kazimieras Simonavičius;
- 2013- ...: membro fondatore dell'associazione degli amici del cammino di Santiago in Lituania;
- 2012- ...: fondatrice dell'Unione dei federalisti europei in Lituania e membro del consiglio;
- 10/2014-05/2016 : membro del consiglio di amministrazione della fondazione PA International.

## Onorificenze
- Ordine nazionale al merito (Grand'ufficiale) (1997);
- medaglia d'onore per l'indipendenza della Repubblica di Lituania (2000);
- medaglia dell'Assemblea baltica "Ubi concordia, ibi victoria" (2003);
- Ordine del granduca Gediminas (Croce di commendatore) (2004);
- dottore honoris causa, Università di Kingston upon Thames (Regno Unito) (2007);
- medaglia d'oro della confederazione degli industriali lituani (2008);
- medaglia dei volontari fondatori dell'esercito lituano (2012);
- premio della diplomazia della Repubblica di Cina (Taiwan) (2014);
- Ordine del presidente della Georgia (2014);
- Ordine di Isabella la Cattolica (Croce di Ufficiale) (2020)